# Achondrostoma oligolepis
Achondrostoma oligolepis é uma espécie de peixe pertencente à família Cyprinidae.
A autoridade científica da espécie é Robalo, Doadrio, Almada & Kottelat, tendo sido descrita no ano de 2005.

## Portugal
Encontra-se presente em Portugal, onde é uma espécie endémica.
Os seus nomes comuns são ruivaca ou ruivaco.

## Descrição
Trata-se de uma espécie de água doce. Atinge os 15 cm de comprimento padrão, com base de indivíduos de sexo indeterminado.